# Satis-Tempel
Der Satis-Tempel (auch Satet-Tempel, Setjet-Tempel, Sopdet-Tempel) wurde ursprünglich auf dem östlichen Nilufer der östlichen Elephantine-Nilinsel als einfaches Lehmziegel-Sanktuar zwischen drei großen Granitfelsen um etwa 3200 v. Chr. zu Ehren der Göttin Satis, der Herrin von Elephantine, errichtet. Das Heiligtum hatte mit dem Vorhof eine quadratische Gesamtgrundfläche von etwa 20 × 20 Metern.

## Geschichte

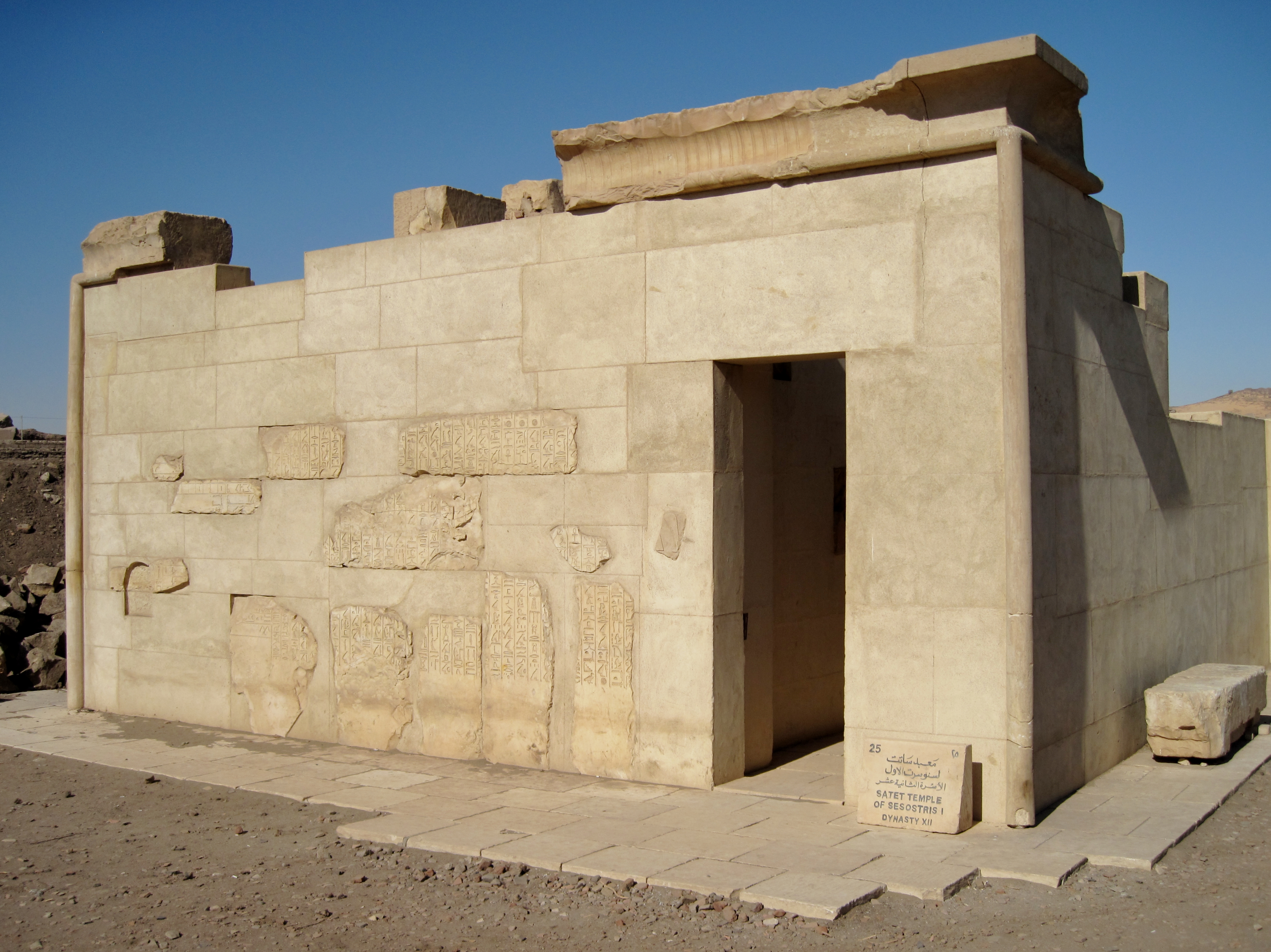
Rekonstruierter Tempel von Sesostris I.

Anfang des dritten Jahrtausends v. Chr. erhielt der Satis-Tempel während der ersten Dynastie auf dem höchsten Punkt der Nilinsel eine nach Osten vorgelagerte Festung. Die Gründungshöhe von 96 Metern über NN entsprach einer Nilfluthöhe von etwa 35 Ellen. Kurze Zeit später folgte in der frühen 2. Dynastie der Bau einer Umfassungsmauer, die eine Fläche von etwa 300 × 100 Metern umschloss und damit die am Westufer gelegene Siedlung und das östliche Festungsheiligtum beherbergte.
Aufgrund der fallenden Nilflutschwemmen sanken die Gründungshöhen auf etwa 94 Meter über NN (etwa 31 Ellen Nilfluthöhe). Die Veränderungen der Bebauungshöhen dokumentieren die Nilfluthöhenskalen des zugehörigen Nilometers. Der zweite Bereich des Treppenaufganges beginnt daher an der Oberkante der 27. Elle und reicht bis zu einer Höhe zwischen 31 und 32 Ellen (94,59 Meter über NN) hinauf.
Vom Alten Reich bis zur Mitte des Mittleren Reiches genoss unter anderem der in Elephantine zunächst der Satis untergeordnete Gott Chnum im Satis-Tempel einen besonderen Kult. Mentuhotep II. (11. Dynastie) erbaute auf dem Tempelgelände ein neues Sanktuar. Mit Abschluss weiterer Erneuerungsarbeiten des Satis-Tempels unter Sesostris I. erhielt Chnum in unmittelbarer Nähe ein eigenes Heiligtum und fand daher im Satis-Tempel in seiner früheren Funktion als Helfer des Satis und Sopdet keine weitere Erwähnung.
Als weitere Ergänzung erhielt der Satis-Tempel unter Sesostris I. einen Nilometer, der auch noch während der griechisch-römischen Zeit genutzt wurde. Im Neuen Reich folgten während der 18. Dynastie unter Hatschepsut, Thutmosis III. und Amenophis III. erneute Restaurierungen und Ergänzungsbauten.